# Sīmīneh-ye Pā'īn
Sīmīneh-ye Pā'īn (persiska: سیمینه پائین, Sīmīneh-ye Soflá) är en ort i Iran.   Den ligger i provinsen Kermanshah, i den västra delen av landet, 400 km väster om huvudstaden Teheran. Sīmīneh-ye Pā'īn ligger 1 404 meter över havet och antalet invånare är 202.
Terrängen runt Sīmīneh-ye Pā'īn är kuperad åt sydväst, men åt nordost är den platt. Runt Sīmīneh-ye Pā'īn är det ganska tätbefolkat, med 185 invånare per kvadratkilometer. Närmaste större samhälle är Kahrīz, 14,6 km öster om Sīmīneh-ye Pā'īn. Omgivningarna runt Sīmīneh-ye Pā'īn är i huvudsak ett öppet busklandskap.